# Estrela Futebol Clube Ouriquense
O Estrela Futebol Clube Ouriquense é um clube português, localizado na vila e freguesia de Vila Chã de Ourique, concelho do Cartaxo, distrito de Santarém.

## História
O clube foi fundado em 1937 e o seu actual presidente chama-se Carlos Eduardo Martins. Neste momento o clube não possui equipa senior, tendo como objetivo para as próximas épocas, usar a formação para conseguir voltar a competir com uma equipa senior. O clube tem um vasto historial de troféus, tendo centenas de galhardetes e centenas de troféus. O clube possui um pequeno museu, que se situa no Parque de Jogos Ribeiro Ferreira. 
O clube tem já conquistado uma taça do Ribatejo.
Várias presenças na taça de Portugal.
Várias épocas na terceira Divisão Nacional.

## Palmarés
- Campeão Distrital Seniores 1ª Divisão: 2008/09 e 2004/05

## Estádio
Os jogos em casa são efectuados no Parque de Jogos Ribeiro Ferreira, em Vila Chã de Ourique.
O estádio neste momento apresenta, as melhores condições do Distrito de Santarém, tendo um museu, um bar com vista para o campo, um campo sintérico, e outro de terra batida, um vasto equipamento de treino, quatro balneários construidos recentemente, um posto médico, sala de massagens, um balneário apenas para árbitros, a bancada é excepcional com 800 lugares sentados (cadeiras), uma zona VIP, e ainda cobertura para tempos mais adversos. O clube tem em mente ainda a criação de um ginásio.

## Marca do equipamento e patrocínio
A equipa de futebol enverga equipamento da marca Legea e tem o patrocínio de Cartágua.

## Equipas
Estrela Futebol Clube Ouriquense, tem neste momento cerca de 50 jogadores, devido a um perido de eleições, onde foram muitos os que abandonaram o clube, sem saber o seu desfecho. Com cerca de 50 jogadores, tem várias equipas de futebol 7, dos 5 aos 13 anos, e uma equipa de juvenis (idades entre os 15 e os 17 anos). A equipa de juvenis é neste momento treinada pelo antigo jogador do Belenenses, Hernesto, que visa a colocar a equipa a disputar a luta pela subida à 1º Divisão Distrital. As equpias de Futebol 7, têm como objetivo a aprendizagem, do verdadeiro futebol, e dos seus valdores, e também da preparação de fornadas para alimentar as equipas mais tarde de Futebol 11.
Conta com isto com uma equipa de Traquinas, uma equipa de Sub-11, uma equipa de Infantis, e por último a equipa de juvenis. Lembrando que o clube nas recentes épocas tinha cerca de 150 jogadores, e todos os escalões de futebol à parte da equipa de juvenis. Na época passada 2012/2013, o clube atingiu os seus melhores resultados, tendo a equipa de Infantis A, sido campeã distrital. A equipa de iniciados, conseguiu algo enédito, tendo conseguido jogar a fase de apuramento à 1º Divisão Distrital, tendo falhado esse principal objetivo, culpa de muita inesperiência do treinador. 